# Pixel 7a
Pixel 7a，是由Google发布的Android智能手机，为Pixel 7的对应中端价位机型，同时也是继Pixel 6a后，Google推出的又一款中端价位Pixel手机。该机型在2023年5月10日进行的Google I/O大会上正式公布，并在同日开始正式在全球部分国家和地区发售。

## 规格

### 设计
Pixel 7a提供“浅海蓝”（Sea）、“石墨黑”（Charcoal）、“雪花白”（Snow）和“珊瑚色”（Coral）四种颜色版本，除“珊瑚色”仅在Google Store中独家发售（不含澳大利亚、印度、新加坡和台湾）外，其余三种颜色版本在所有支持国家和地区均有销售。Pixel 7a的设计语言大体上与Pixel 7系列相同，即正面采用正上方单挖孔全面屏设计，背面采用三段式设计，并以拍摄模块隔开顶部与底部，同时相机模块的具体配色同样取决于具体的颜色版本，唯拍摄模块凸起高度与比Pixel 7系列相比有所减小。
材质方面，Pixel 7a正面采用康宁大猩猩玻璃3屏幕，与前三代中端价位Pixel机型一致。与Pixel 7系列不同，Pixel 7a虽采用再生铝合金材质边框，但相机模组并未与侧面边框融为一体，而是留有接缝。屏幕规格方面，Pixel 7a的尺寸与Pixel 6a同样为6.1寸，屏幕高宽比也同样为20:9。

### 硬件
Pixel 7a与Pixel 7系列同样搭载Google自研的Tensor G2系统芯片。该机型也支持90Hz刷新率，成为首款支持高刷新率的Pixel系列中端价位机型。同时，Pixel 7a也配备8GB内存和128GB的手机内部存储空间。续航方面，Pixel 7a的最大电池容量为4385mAh，与Pixel 7和Pixel 6a相近。充电方面，Pixel 7a支持功率为7.5W的无线充电，成为首部支持无线充电的Pixel中端价位机型，但与Pixel 7系列不同的是，Pixel 7a不支持反向无线充电。另外，Pixel 7a与Pixel 6a同样达到IP67的防水防尘等级。
生物识别方面，Pixel 7a与Pixel 7系列同样都支持屏下指纹识别，及基于前置摄像头2D平面识别技术的面部识别，成为首部支持面部识别的Pixel中端价位机型。考虑到安全性问题，Pixel 7a的面部识别同样仅能用于解锁屏幕。
5G信号支持方面，Pixel 7a在所有支持国家和地区发售的机型均支持6GHz以下频段，其中美国发售的Verizon合约机还额外提供对毫米波的支持。

#### 相机
Pixel 7a的相机配置与前代Pixel 6a相比有明显升级。后置摄影方面，Pixel 7a的广角镜头不再使用前代的IMX 363传感器，而是改为使用6400万像素的IMX 787传感器，超广角镜头也由前代1200万像素的IMX 386传感器升级为1300万像素的IMX 712传感器。Pixel 7a的前置摄像传感器与前代同样为IMX 355，唯镜头由前代的800万像素升级为1300万像素，且新增对30帧4K视频录制的支持。

### 软件
Pixel 7a出厂原装系统为Android 13。Google计划为该机型提供五年的安全更新支持，其中前三年还会提供额外的系统和功能更新支持。2024年12月上旬，Google宣布Pixel 7a的系统更新支持额外延长两年。

## 评价
The Verge的艾莉森·约翰逊（Allison Johnson）给予Pixel 7a手机7分的评分（满分为10分），她对于手机的拍摄表现、支持高刷新率的屏幕，以及无线充电功能均表示满意，但也指出手机价格比前代更贵、屏下指纹识别速度仍旧较慢等问题。《卫报》的塞缪尔·吉布斯（Samuel Gibbs）为该手机打上了5星等级的评价（满分为5星），他表示手机在拍摄方面表现杰出，且拥有顶级的性能配置，价格也具备竞争力，但也认为面部识别解锁安全性不如部分竞品，续航表现仍不是最佳，且充电速度也较慢。《连线杂志》的朱利安·乔卡图（Julian Chokkattu）给予Pixel 7a手机8分的评分（满分为10分），他称手机性能优秀，拍摄表现出色，外观设计纯净且独特，但也批评手机续航一般，屏下指纹识别不灵敏，缺乏3.5毫米音频接口，不支持外部存储，同时也未附赠充电器。《纽约时报》的布莱恩·陈（Brian Chen）则称Pixel 7a整体表现不逊于价格高出将近一倍的旗舰款机型，他表示手机尺寸相比Pixel 7 Pro更为适中，拍摄及续航方面也与Pixel 7 Pro差距不大。